# Otto II van Meranië
Otto II van Meranië ook bekend als Otto III van Bourgondië (circa 1218 - Weismain, 19 juni 1248) was van 1231 tot 1248 onder de naam Otto III graaf van Bourgondië en van 1234 tot 1248 onder de naam Otto II hertog van Meranië. Hij behoorde tot het huis Andechs.

## Levensloop
Hij was de enige zoon van hertog Otto I van Meranië - onder de naam Otto II eveneens graaf van Bourgondië - en gravin Beatrix II van Bourgondië. Na de dood van zijn moeder in 1231 werd hij graaf van Bourgondië en na de dood van zijn vader werd hij in 1234 graaf van Andechs en hertog van Meranië. Hetzelfde jaar huwde Otto met Elisabeth, dochter van graaf Albert IV van Tirol. Het huwelijk bleef echter kinderloos.
Omdat hij nog minderjarig was, kwam Otto II tot in 1236 onder het regentschap van zijn oom, bisschop Ekbert van Bamberg. Toen hij volwassen werd, liet Otto het bestuur van het vrijgraafschap Bourgondië over aan koning Theobald I van Navarra. Dit deed hij omdat hij zich voltijds wou bezighouden met het conflict met het huis Wittelsbach over zijn Beierse bezittingen. Door dit conflict verloor hij de voogdij over de abdij van Tegernsee en de abdij van Andechs. Hij slaagde er wel in om de stad Innsbruck in handen te houden en gaf de stad in 1239 stadsrechten, waarna hij Innsbruck onder het bestuur van zijn schoonvader Albert IV van Tirol zette. Ook schonk Otto in 1242 Franche-Comté in leen aan hertog Hugo IV van Bourgondië.
In zijn laatste jaren concentreerde Otto II zich vooral op zijn familielanderijen in Franken. In het conflict tussen paus Innocentius IV en keizer Frederik II van het Heilige Roomse Rijk koos hij samen met de bisschop van Bamberg de zijde van de paus. Hierdoor werd Otto in de rijksban gegooid en verloor hij zijn bezittingen. Zoals zijn voorgangers in Andechs gaf hij ook geldsteun aan de cisterciënzersabdij Langheim in Lichtenfels, waar hij na zijn dood in 1248 begraven werd. In 1231 gaf hij de stad Lichtenfels stadsrechten.
Omdat hij geen erfgenamen had, volgden zijn zus Adelheid en haar echtgenote, graaf Hugo III van Chalon, hem op als graven van Bourgondië, terwijl zijn titel hertog van Meranië uitstierf.